# Habronattus coecatus
Habronattus coecatus là một loài nhện trong họ Salticidae.
Loài này thuộc chi Habronattus. Habronattus coecatus được Nicholas Marcellus Hentz miêu tả năm 1846.

## Hình ảnh

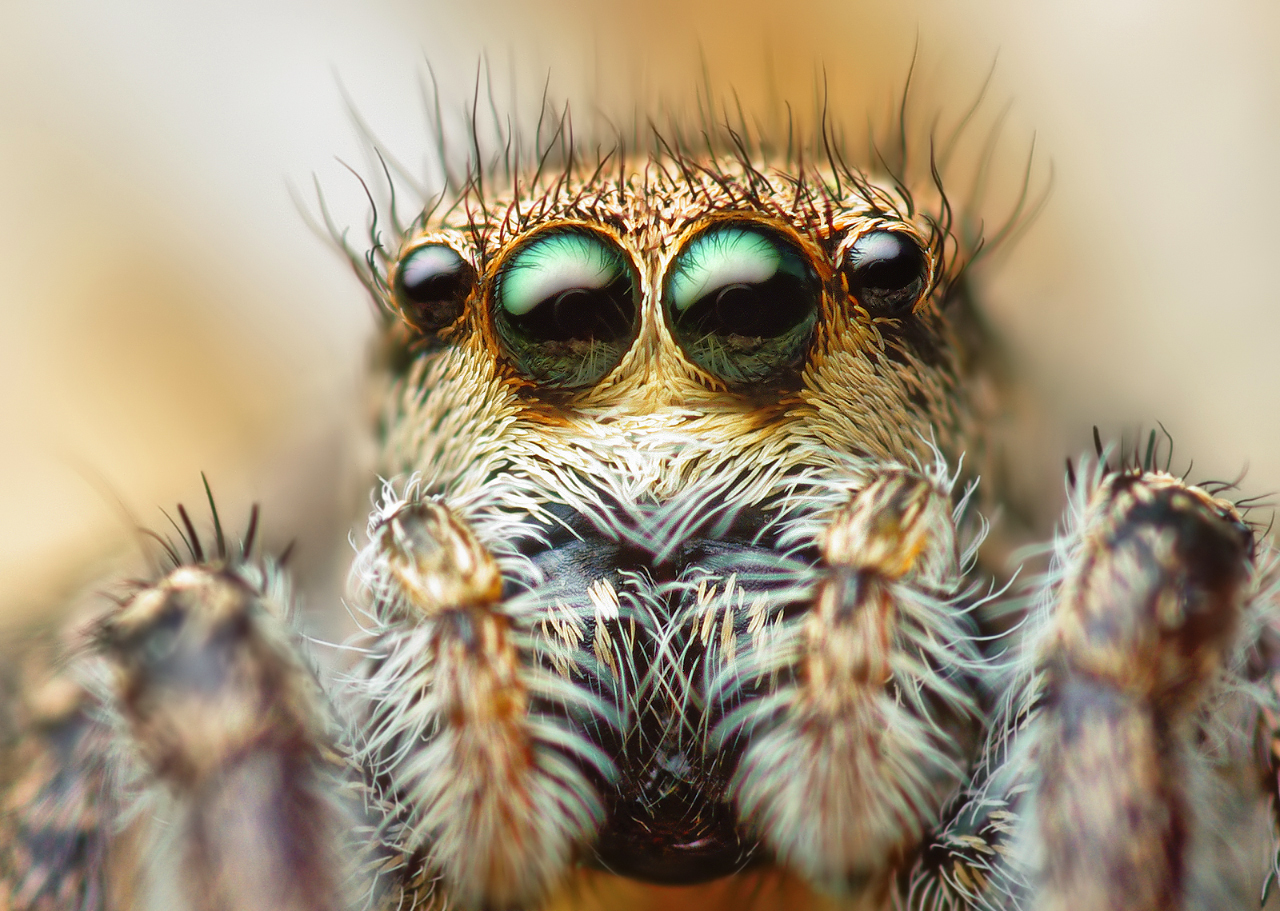
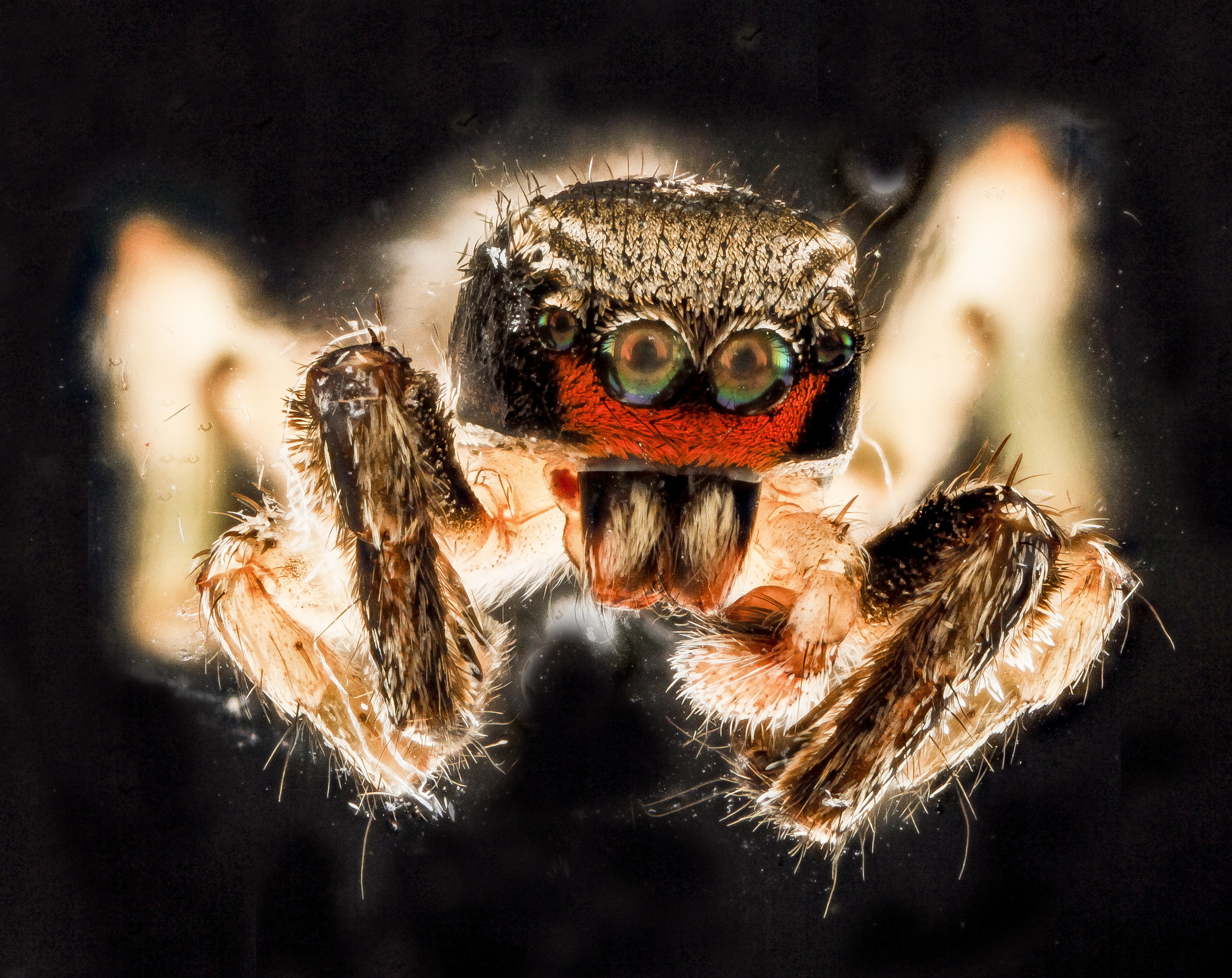
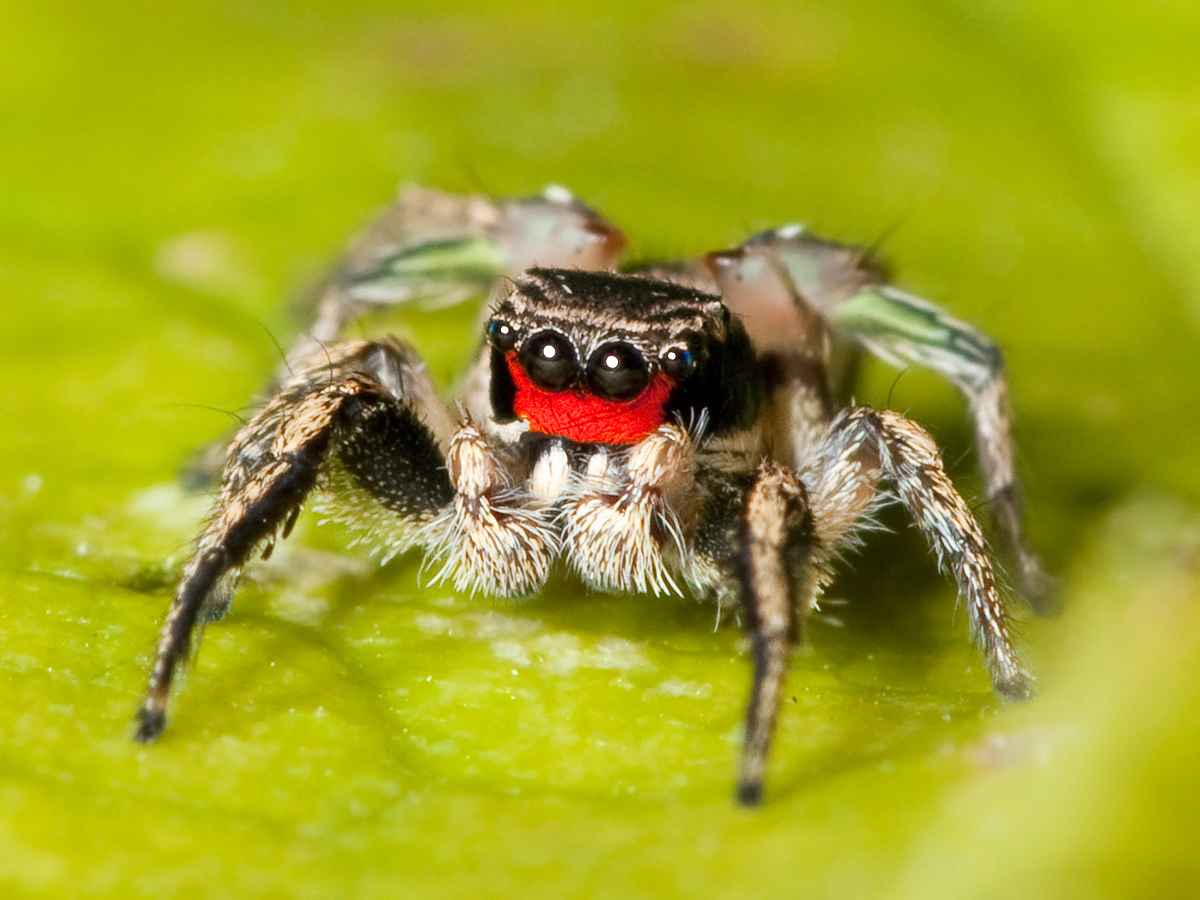
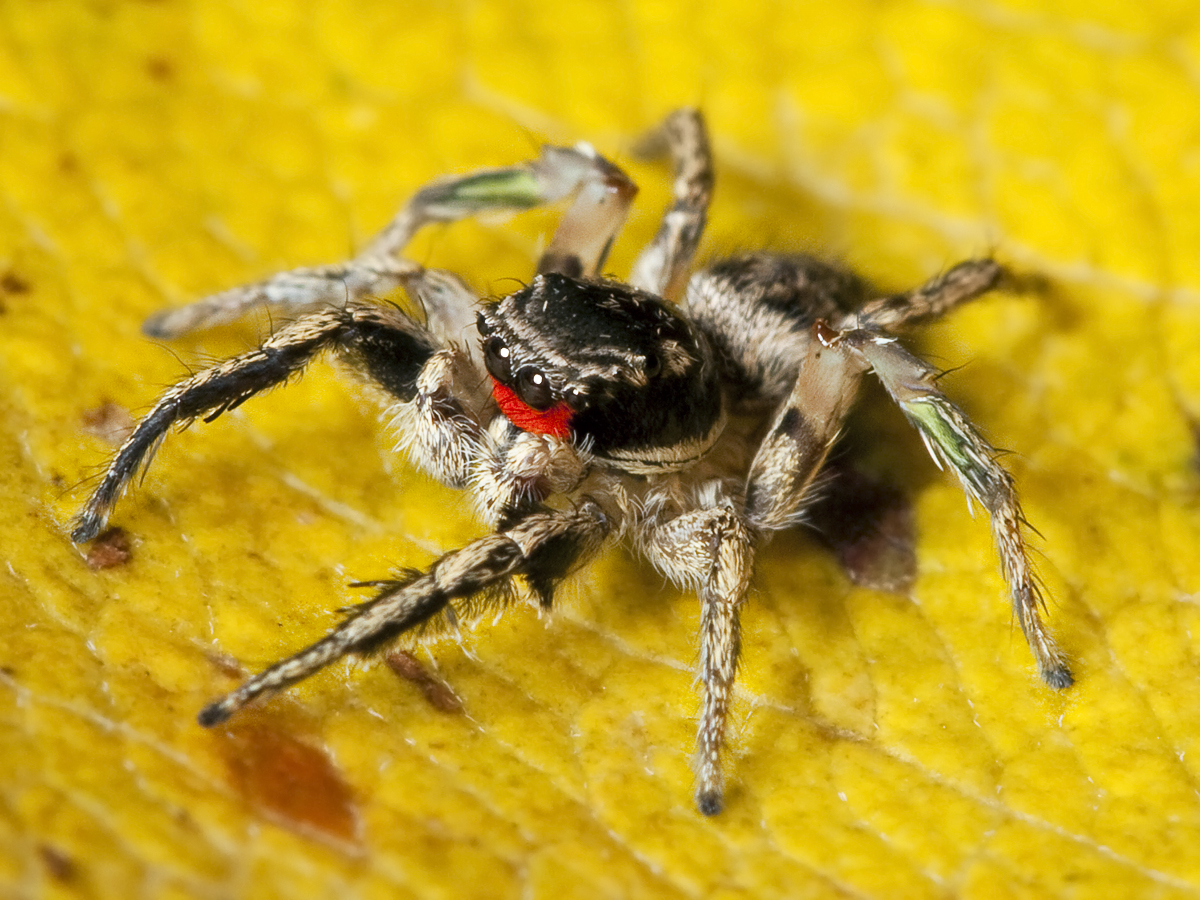